# Pavel Lányi
Pavel Lányi, též Lány nebo Láni (maďarsky Lányi Pál; okolo 1670–1733) byl uherský právník, zemský úředník, podnikatel, soudce, poslanec a vědec. Pocházel z uherské rodiny Lányů.

## Život
Lányi se narodil v obci Gemer (dnes okrese Revúca). Byl synem řezníka. Po studiích se stal úředníkem gemerské stolice. Byl dobrým právníkem i vědcem, zajímal se o chemii a petrografii.
V roce 1696 byl s bratrem Janem i rodinou dědičně povýšený do šlechtického stavu. Byl přívržencem sedmihradského knížete Františka II. Rákocziho a významnou měrou mu pomáhal. Přidal se jako evangelický protestant ke kuruckému povstání proti Habsburkům v letech 1703–1711. Od roku 1704 zastával funkci vojenského komisaře a o dva roky později také zemského železářského inspektora. Své politické postavení využíval k podnikání ve vlastní režii. Rákocziho armádu zásoboval ledkem, střelným prachem a zbraněmi. Dodával pro kurucká vojska kvalitní ocel a zřídil zbrojařské dílny, kde se kovaly meče a odlévaly dělové koule i hlavně pušek.
Nechal si tisknout vlastní papírové peníze, první na uherském území.
Po uzavření Szatmárského míru v roce 1711 přijal podmínky kapitulace a vrátil se z emigrace z Polska, kam se spolu s Františkem Rákoczim uchýlil. Byly mu navráceny majetky a v letech 1711–1714 se stal malohontským podžupanem v Rimavské Sobotě a tabulárním soudcem; od roku 1712 střídavě až do roku 1729 byl poslancem zemského sněmu. Přičinil se o propuštění Jánošíka a Uhorčíka z vězení po jejich prvním zatčení a na soudním procesu s Jánošíkem v roce 1713 v Liptovském Mikuláši svědčil v jeho prospěch.
V Dobšiné dal v letech 1715–1716 vybudovat vlastní hutě a podařilo se mu tam vybudovat rozsáhlý železářský komplex (po Pavlovi Lányiovi se jmenuje Lányiho huta, chatová osada u Dobšiné). V letech 1720–1722 dal postavit saskými odborníky vysokou pec podle holandského vzoru na Hnilci v nynější Dobšinské Maši, jednu ze dvou prvních vysokých pecí v Uhrách.
Spolupracoval také se slovenským polyhistorem Matějem Belem z Očové – hlavně v oblasti geografie. Roku 1725 podnikl s vědcem Georgem Buchholtzem mladším cestu na Gemer, kde prozkoumali a popsali jeskyni u Aggteleku.
Prováděl nejrůznější chemické pokusy a mezi jinými se mu podařilo vyrobit nehořlavý papír z azbestu. Tento vynález se však ještě v 18. století neujal, především kvůli vysokým nákladům na výrobu.

## Dílo
- Pro Belovu Notitia Hungariae novae historico geographica napsal historický a geografický popis gemerské župy.
- Zápisky rožnavské německé evangelické církve jsou jeho další vědeckou prací, jež je uložena v Národním muzeu v Budapešti.